# Homoxymoronomatura
Homoxymoronomatura – album wydany przy wspólnym nakładzie pracy dwóch wykonawców hip-hopowych L.U.C.-a oraz Rahima. Wydawnictwo ukazało się 19 października 2007 roku nakładem wytwórni muzycznej Kayax. W 2008 roku nagrania uzyskały nominację do nagrody polskiego przemysłu fonograficznego Fryderyka w kategorii Album roku – hip-hop / R&B.
28 marca 2008 roku, ponownie dzięki firmie Kayax ukazało się wydawnictwo DVD pt. Homoxymoronomatura Live. Na płycie znalazły się wszystkie utwory pochodzące z albumu, a zarejestrowane podczas koncertu 8 listopada 2007 roku Teatrze Muzycznym Capitol w Warszawie.
Raperom podczas koncertu towarzyszył zespół w składzie: Olga Kwiatek (skrzypce), Bożena Rodzeń-Jarosz (wiolonczela), Rafał Zalech (altówka), Adam Lepka i Grzegorza Pastuszka (instrumenty dęte), Maria Peszek i Justyna Antonik (śpiew), Miłosz Rutkowski (instrumenty perkusyjne), Dawid Szczęsny (gramofony) oraz Toyo (wizualizacje).

## Lista utworów
Opracowano na podstawie materiału źródłowego.
1. "Ziemia" – 4:28
2. "Kosmiczna laguna" – 1:20
3. "Wirus Homo Sapiens" – 4:21
4. "Dzięki Ekstrementom Sinic" (gościnnie: Ńemy) – 3:19
5. "Nibyminipociesznepsychomaterionety" – 4:27
6. "Polowanie trwa" – 3:32
7. "W kałamażu fałszu" – 5:35
8. "Etyka zanika" – 0:46
9. "Hemoglobiną" (gościnnie: PMX, Maria Peszek) – 4:31
10. "Odmieniając Się Przez Nibyprzypadki" – 5:35
11. "W cyfrach systemu" – 6:48
12. "Co Za Niebozaniedba" – 5:25
13. "Utopii bieguny" – 3:29
14. "Homoxymoronomatura" – 7:28

## Twórcy
Opracowano na podstawie materiału źródłowego.

- Rahim – wokal prowadzący (rap), słowa
- L.U.C. – miksowanie, produkcja muzyczna, wokal prowadzący (rap), muzyka, słowa, realizacja
- Juice – oprawa graficzna
- Justyna Antoniak – gościnnie wokal wspierający
- Maria Peszek – gościnnie wokal wspierający
- Bożena Rodzeń-Jarosz – wiolonczela
- Grzegorz Piwkowski – mastering
- Marcin Witkowski – miksowanie
- Booryz – realizacja
- Olga Kwiatek – skrzypce
- Adam Lepka – instrumenty dęte